# Le Livre vert
 (mars 2021).
- Si vous ne connaissez pas le sujet, laissez ce bandeau (vous pouvez alors contacter les auteurs).
- Si vous supprimez le contenu mis en cause (vous pouvez préalablement contacter les auteurs),

argumentez précisément cette suppression dans la page de discussion
(un manque de référence n'est pas un argument ; une recherche réelle de référence doit avoir été effectuée, être formellement documentée).
Pour les articles homonymes, voir Livre vert.

Le Livre vert est un livre publié pour la première fois en 1975, dans lequel le colonel Mouammar Kadhafi, « Guide de la Révolution libyenne », détaille sa vision de la démocratie et de la politique. Il est divisé en trois parties respectivement parues en 1975, 1977 et 1979. Mouammar Kadhafi y expose les fondements de sa pensée politique et de sa conception du socialisme. La théorie politique exposée dans cet ouvrage, est appelée « troisième théorie universelle » (d'autres traductions françaises proposent « troisième théorie internationale ») par référence aux deux autres idéologies universelles auxquelles l'auteur propose une alternative : l'idéologie libérale du capitalisme et l'idéologie étatiste du communisme. Il est le manifeste d'un modèle politique et d'une position internationale non alignée sur les deux empires hégémoniques de l'époque : les États-Unis et l'URSS.
Le Livre vert est devenu le programme du régime de la Jamahiriya arabe libyenne, nom donné à l'État national libyen. Son titre fait référence au Petit Livre rouge du président chinois Mao. La mention de la couleur verte n'est pas dénuée de portée symbolique : le vert est perçu comme la couleur de l'islam, et Mouammar Kadhafi entendait faire de son livre le remplaçant de la sunna comme fondement du droit en Libye. Il devient le symbole représentatif du régime de Kadhafi pour ses détracteurs : en 2011, au début de la révolte contre Kadhafi, les exemplaires de l'ouvrage sont publiquement brûlés à Benghazi, principal fief des insurgés.
Si le livre est à présent banni de Libye[réf. nécessaire], il reste cependant facilement accessible dans de nombreux pays comme la France ou les États-Unis.

## Plan
Le livre comporte trois parties, chacune comptant entre trois et onze sections.
- Première partie : La solution au problème de la démocratie
  - Première section : Le pouvoir du peuple
  - Deuxième section : Les assemblées parlementaires
  - Troisième section : Le parti
  - Quatrième section : La classe
  - Cinquième section : Le référendum
  - Sixième section : Le Congrès populaire et les comités populaires
  - Septième section : La loi de la société
  - Huitième section : Qui contrôle la marche de la société
  - Neuvième section : Comment la société peut-elle rectifier son orientation en cas de déviation de la loi
  - Dixième section : La presse
- Deuxième partie : La solution du problème économique, Le socialisme
  - Première section : Les fondements économiques de la troisième théorie universelle
  - Deuxième section : Les besoins
  - Troisième section : La Terre
- Troisième partie : Les fondements sociaux de la troisième théorie universelle
  - Introduction
  - Première section : Le pouvoir du peuple
  - Deuxième section : La famille
  - Troisième section : La tribu
  - Quatrième section : Les avantages de la tribu
  - Cinquième section : La Nation
  - Sixième section : La femme
  - Septième section : Les minorités
  - Huitième section : Les noirs, Les noirs régneront sur le monde
  - Neuvième section : L'éducation
  - Dixième section : La musique et l'art
  - Onzième section : Le sport, L'équitation et les spectacles

## Première partie

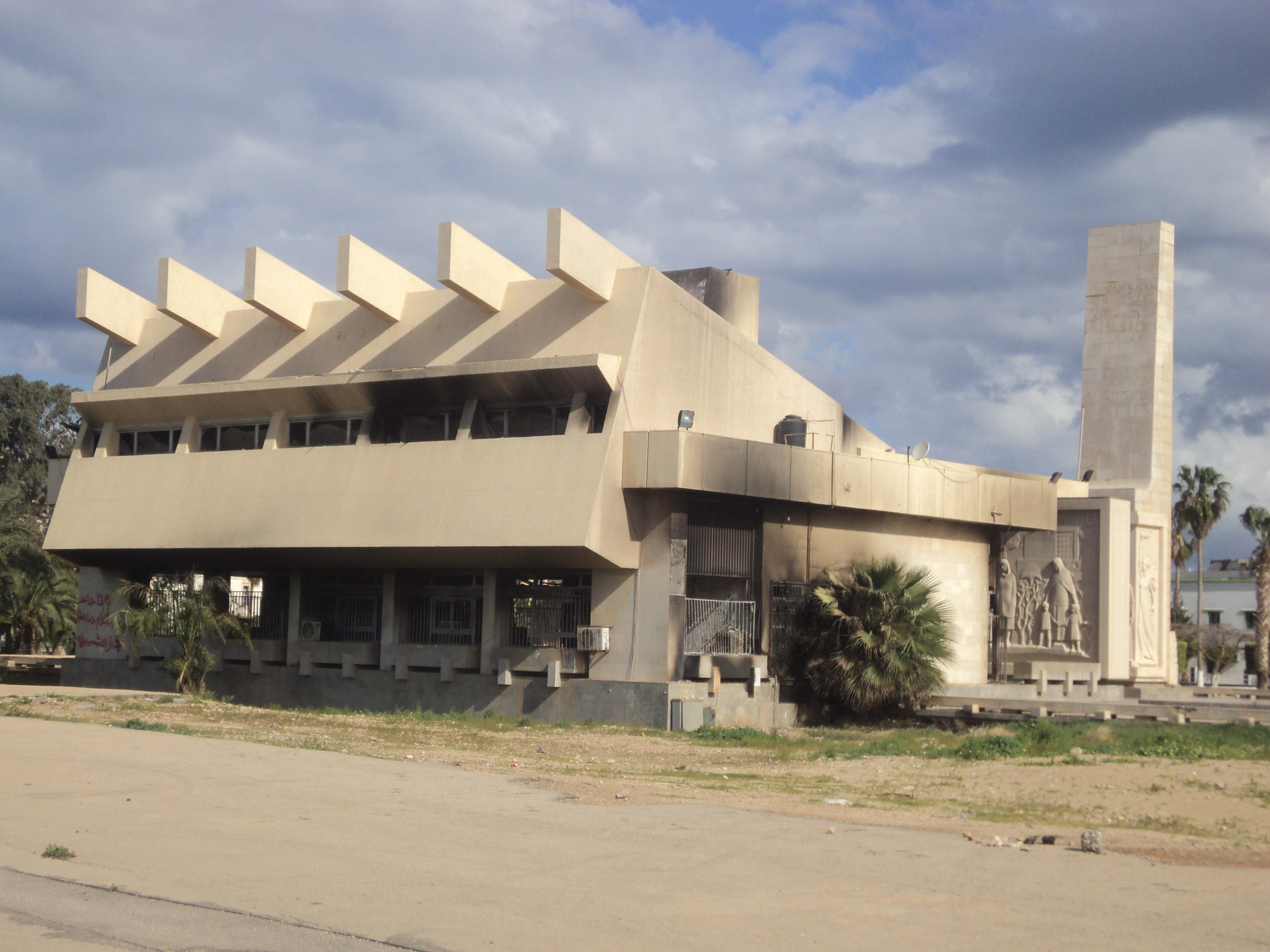
Le Centre d'étude et de recherche sur Le Livre vert, à Benghazi.

La première partie du Livre vert s'intitule La solution au problème de la démocratie. Mouammar Kadhafi y présente le problème de « l'appareil de gouvernement » comme « le plus important de ceux qui se posent aux sociétés humaines ». Le Livre vert débute par une critique de la démocratie représentative, dans laquelle l'auteur développe les idées suivantes :
- la démocratie sous sa forme dominante n'est rien d'autre qu'une dictature de la majorité ;
- la représentation est une imposture, car la démocratie suppose le pouvoir du peuple et non le pouvoir d'un substitut du peuple ;
- le parti ne représente que les intérêts d'une fraction de la population, il est donc de fait un « appareil de gouvernement dictatorial ». Le multipartisme entraîne une lutte pour le pouvoir peu soucieuse de l'intérêt général ;
- la classe, comme le parti, est un groupe de personnes partageant les mêmes intérêts. La domination d'une classe est donc contraire à l'intérêt général, et s'assimile à une dictature ;
- le référendum est une illusion car il ne pose qu'une question fermée (choix entre oui et non) ce qui en fait un moyen de museler la volonté populaire.

À la suite de cette critique, Mouammar Kadhafi interroge : « Quelle est alors la voie que doivent suivre les sociétés humaines pour se délivrer définitivement des époques d'arbitraire et de dictature ? ». La solution ne peut se trouver selon lui que dans un pouvoir du peuple sans substitut ni représentation. Il élabore alors la « solution » suivante :
- les citoyens se rassemblent en congrès populaires de base et désignent un secrétariat ainsi qu'un comité populaire administratif ;
- ces comités populaires sont politiquement responsables devant les congrès populaires de base ;
- les citoyens se constituent en outre en comités populaires professionnels ou en syndicats ;
- congrès populaires de base, comités populaires et unions syndicales ou professionnelles se rencontrent dans le Congrès général du peuple qui se réunit une fois par an. Les décisions du Congrès général du peuple sont ensuite soumises aux comités populaires de base pour être adoptées ;
- la constitution ne peut pas servir de loi à une société car elle découle exclusivement des humeurs des dirigeants. Preuve en sont les variations qu'il existe de la constitution d'un pays à l'autre alors que la liberté de l'homme est partout la même. De même, la constitution change lorsque le pouvoir change de mains. Elle est donc le produit des humeurs du pouvoir et de ses intérêts. Cet aspect instable et corruptible de la loi demeure tant que la loi est d'origine humaine car elle est susceptible d'être révisée et abrogée au gré des luttes de pouvoir. La seule loi valable est la loi naturelle, c'est-à-dire la coutume et la religion, car elle est l'expression de la vie naturelle du peuple ;
- la société ne peut être contrôlée par aucun groupe ou individu ; le peuple est son propre censeur ;
- le « problème de la liberté de la presse » découle du problème de la démocratie : si toute personne a le droit de s'exprimer il n'en demeure pas moins que son opinion n'est que personnelle. Ainsi la propriété privée d'un journal est inadmissible car il ne ferait que diffuser l'opinion de ses propriétaires. La seule presse démocratique possible est celle publiée par un comité populaire qui permet l'expression de toutes les catégories sociales et donc de toutes les opinions.

## Deuxième partie
Dans la deuxième partie, intitulée La solution du problème économique, Mouammar Kadhafi reconnait que d'énormes progrès sociaux ont été accomplis depuis la Révolution industrielle. Cependant, la généralisation du salariat qui en a découlé s'assimile selon l'auteur à de l'esclavage. Une nationalisation de l'économie ne modifierait en rien l'asservissement du travailleur. La troisième théorie universelle propose alors une troisième voie après le capitalisme et le communisme : cette voie ne peut être qu'un retour à la « loi naturelle », référence unique pour les rapports humains. L'auteur développe successivement les points suivants :
- La « loi naturelle » ouvre la voie à un « socialisme naturel » fondé sur l'égalité ;
- L'accumulation outrancière de richesses par un individu constitue une entorse à la loi naturelle. Elle est l'amorce d'une perversion de la vie sociale et le signe avant-coureur d'une société d'exploitation ;
- La production est redistribuée équitablement entre les travailleurs. C'est le caractère indispensable de chaque agent de la production qui lui confère une égalité naturelle ;
- Le produit de l'activité économique doit être répartie de façon égale entre les trois facteurs de production : matières premières, moyens de production et travailleurs.

## Troisième partie
La troisième et dernière partie du Livre vert a pour titre Les fondements sociaux de la troisième théorie universelle. Mouammar Kadhafi insiste sur l'importance capitale du lien social dans l'Histoire en insistant sur le caractère polysegmentaire des sociétés organisées. Les liens familiaux, tribaux ou nationaux, sont constitutifs de la nature de l'homme et nécessaire à sa survie. Parmi eux, la famille est la structure la plus forte et la plus naturelle. La tribu est une sorte de famille élargie qui organise la transmission des valeurs et des traditions, tout en garantissant une protection sociale pour ses membres. La Nation est une famille encore plus vaste. Elle est une structure sociale vitale pour l'homme. Un État qui nierait ce facteur social, en rassemblant plusieurs nations sous une même autorité politique, serait voué à l'éclatement.
L'auteur revient longuement sur le fait que la femme et l'homme sont égaux. Il écrit en introduction de la section : « La femme est un être humain, l’homme est un être humain ; il n’y a en ceci aucun doute ni divergence. Par conséquent il est tout aussi évident que la femme et l’homme sont égaux. De ce point de vue, la discrimination entre l’homme et la femme est un acte d’injustice flagrante et injustifiable ». Néanmoins, il défend l'idée conservative selon laquelle l'homme et la femme auraient, en raison de leur différence naturelle, des rôles différents attribués dans la société, « des rôles naturellement distincts ». L'auteur reprend l'argument classique des menstruations féminines, qu'il qualifie d'« affaiblissement mensuel », des grossesses, de l'allaitement, tandis que « l'homme au contraire ne conçoit ni n'allaite », pour justifier un rôle différent des hommes et femmes dans la famille. L'auteur, tout en louant la femme comme condition nécessaire à toute vie humaine, l'enferme néanmoins dans un rôle de reproduction, et s'oppose aussi bien à la contraception qu'à toute interruption de grossesse, comme « négation de la vie humaine ». De plus, le rejet de toute crèche ou du fait de confier son enfant à une tierce personne par la mère amène l'auteur à rejeter l'idée du travail des femmes comme contrainte qui l'empêcherait de remplir sa « fonction naturelle » à laquelle la femme doit être entièrement dévouée. En réalité, le Livre vert, qui comporte toute une section sur les devoirs des femmes liés à leur nature sexuée, mais non pas sur ceux des hommes, vise à confiner la femme dans la sphère familiale derrière des justifications naturelles, prônant le droit des femmes d'accomplir leur rôle naturel, mais faisant en réalité de la maternité la seule condition à laquelle elles auraient droit d'aspirer. Il nécessite donc de lire entre les lignes avec précaution.
Le texte semble faire de la question de la répartition sexuée des rôles dans la société une question clé, largement développée, et ne s'arrête pas à la définition du rôle des femmes dans la société libyenne mais appelle à une révolution mondiale : « Il faut donc une révolution mondiale qui mettra fin à toutes les situations matérielles empêchant la femme d’accomplir son rôle naturel dans la vie et l’obligeant à effectuer les tâches de l’homme pour conquérir l’égalité des droits ».
Cette troisième partie aborde en outre la question des minorités ; elles doivent être traitées comme les égales du reste de la population. L'enseignement doit quant à lui se libérer de sa forme obligatoire et standardisée : les écoles et les programmes officiels forment un instrument de domination et d'abrutissement visant « l'orientation autoritaire des goûts, du jugement et de l'intelligence de l'être humain ». La société doit, au contraire, fournir des écoles et des enseignants en quantité suffisante afin que chacun puisse avoir accès librement au savoir, en choisissant ses disciplines.
Enfin, les pratiques sportives doivent cesser d'être privées et réservées à quelques joueurs tandis que des milliers de spectateurs assistent passivement au jeu. Le sport n'a de sens que si les foules envahissent les terrains et que chacun participe activement au jeu. Cet objectif ne sera atteint que lorsque les tribunes auront symboliquement disparu.